# Xiamen
Xiamen er en subprovinsiel by i Fujian-provinsen i Kina.
Xiamen var tidligere kendt som Amoy. Den har et areal på 1.565 km2, og en befolkning på 2.520.000 mennesker (2009).

## Administration
Xiamen administerer seks distrikter:
- Haicang distrikt (海沧区)
- Huli distrikt (湖里区)
- Jimei distrikt (集美区)
- Siming distrikt (思明区)
- Tong'an distrikt (同安区)
- Xiang'an distrikt (翔安区)

Myndigheder
Den lokale leder i Kinas kommunistiske parti er Zhao Long, pr. første kvartal 2021.

## Klima
| Vejr for Xiamen                   | Vejr for Xiamen | Vejr for Xiamen | Vejr for Xiamen | Vejr for Xiamen | Vejr for Xiamen | Vejr for Xiamen | Vejr for Xiamen | Vejr for Xiamen | Vejr for Xiamen | Vejr for Xiamen | Vejr for Xiamen | Vejr for Xiamen | Vejr for Xiamen |
|                                   | Jan             | Feb             | Mar             | Apr             | Maj             | Jun             | Jul             | Aug             | Sep             | Okt             | Nov             | Dec             | År              |
| --------------------------------- | --------------- | --------------- | --------------- | --------------- | --------------- | --------------- | --------------- | --------------- | --------------- | --------------- | --------------- | --------------- | --------------- |
| Gennemsnitlig maks °C             | 17              | 16,6            | 18,8            | 23,1            | 26,6            | 29,5            | 32              | 31,8            | 30              | 27,4            | 23,6            | 19,2            | 24,6            |
| Gennemsnitlig min °C              | 9,7             | 9,8             | 11,8            | 15,9            | 19,9            | 23,3            | 25              | 24,8            | 23,3            | 20,3            | 16,2            | 11,7            | 17,6            |
| Gennemsnitlig nedbør mm           | 34              | 99              | 125             | 157             | 162             | 187             | 138             | 209             | 141             | 36              | 31              | 28              | 1.347           |
| Kilde (27. februar 2019): TurVejr |                 |                 |                 |                 |                 |                 |                 |                 |                 |                 |                 |                 |                 |